# (583) Klotilde
Pour les articles homonymes, voir Clotilde.
(583) Klotilde (francisé en (583) Clotilde) est un astéroïde de la ceinture principale découvert par Johann Palisa le 31 décembre 1905.
Il a été ainsi baptisé en hommage à la sœur de l'astronome autrichien Edmund Weiss.